# Aleksander Lichodzijewski
Aleksander Lichodzijewski, né le 22 octobre 1984 à Słupsk en Pologne, est un ancien joueur de basket-ball international belgo-polonais .

## Carrière

### Brussels Basketball (2013-2020)
Le 20 mars 2020, Lichodzijewski quitte le Phoenix Brussels Basketball.

### Courtrai Spurs (2020-2021)
Fin mars 2020 il rejoint les Courtrai Spurs. La saison 2019-2020 ayant été annulée, il fait son début avec les Spurs le 4 octobre 2020 lors de la journée inaugurale de deuxième division. 
Peu de temps après, la saison est suspendue avant d'être annulée complètement pour des raisons sanitaires. À la suite de cette courte saison, Lichodzijewski prend sa retraite de joueur de basket-ball.

## Palmarès
- Vainqueur de la Coupe de Belgique en 2007 avec les Antwerp Giants.
- Vainqueur de la Supercoupe de Belgique en 2007 avec les Antwerp Giants.
- Vice-champion de Belgique en 2017 avec les Brussels Basketball.